# Arrenurus aphelocercus
Arrenurus aphelocercus är en kvalsterart som beskrevs av Lavers 1945. Arrenurus aphelocercus ingår i släktet Arrenurus och familjen Arrenuridae. Inga underarter finns listade i Catalogue of Life.